# Jugendtypen
Dieser Artikel wurde auf der Qualitätssicherungsseite des Portals Soziologie eingetragen. Dies geschieht, um die Qualität der Artikel aus dem Themengebiet Soziologie auf ein akzeptables Niveau zu bringen. Hilf mit, die inhaltlichen Mängel dieses Artikels zu beseitigen, und beteilige dich an der Diskussion. (Artikel eintragen)

Begründung: Unbelegter Artikel. Es bleibt unklar, ob sich der Artikel auf die Typologisierung von Jugendlichen und Jugendkulturen im Allgemeinen bezieht oder auf die „Jugendtypen“ genannte Typologisierung von Heinz Reinders. Falls Letzteres: Welchen Stellenwert hat diese Typologisierung tatsächlich in der Wissenschaft? --Zulu55 (Diskussion) Unwissen 10:28, 22. Nov. 2013 (CET)
Jugendtypen sind eine in der Jugendforschung gebräuchliche Form der Systematisierung von Jugendlichen. Jugend wird dabei als eine Lebensphase zwischen dem Ende der Kindheit und dem Erwachsenenalter angesehen, die zeitlich in etwa die Altersspanne von 12 bis 25 Jahren umfasst. Als Typ wird dabei eine Subgruppe von Jugendlichen einer umfassenden Typologie angesehen.

## Typologie und Typen
Als Typologie wird ein System von Typen verstanden, das die zentralen Grunddimensionen zur Unterscheidung von Personen benennt. Ein Beispiel für eine Typologie wären unterschiedliche Formen von Konsumenten (sparsame, durchschnittliche Käufer, starke Konsumenten) mit der Unterscheidungsdimension Kaufverhalten (intensiv vs. extensiv) oder aber Jugendkulturen (Emos, Skater, Punks, Graffiti-Writer etc.) mit der Grunddimension Kulturform. Ein Typ ist eine Subkategorie der Typologie und bezeichnet die Zusammenfassung einander ähnlicher Personen in eine Gruppe. So würden alle Jugendlichen, die in ihrer Freizeit häufig Skateboard fahren, zum Typus (zur Gruppe) „Skater“ zugeordnet.
Regelmäßig werden monothetische Typen (Klassen) und polythetische Typen unterschieden. Der zentrale Unterschied besteht darin, dass zwischen monothetischen Typen keine Überschneidungen bestehen. So hat ein Jugendlicher entweder das Geschlecht „männlich“ oder „weiblich“. Auch Alter und Wohnort sind Beispiele für monothetische Typen. Bei polythetischen Typen bestehen hingegen Überschneidungen zwischen den einzelnen Typen. So ist etwa denkbar, dass ein Jugendlicher sowohl der Gruppe der Skater als auch jener der Graffiti-Writer angehört und somit an der Schnittstelle beider polythetischen Typen angeordnet ist.

## Formen von Typen
Der Typusbegriff wird nicht einheitlich verwendet, sondern je nach Verständnis als Real-, Ideal-, Normal-, Durchschnitts-, Extrem oder Prototyp eingeführt. Es handelt sich dabei nicht einfach um unterschiedliche Etikettierungen ein und desselben Phänomens, sondern um spezifische Konnotationen, die sich aus dem jeweiligen Erkenntnisziel ergeben. Realtyp bezeichnet einen in der Realität tatsächlich existierenden Typus, dem tatsächlich lebende Personen zugeordnet werden können. Der Idealtypus ist hingegen eine theoretische Konstruktion, dem nicht notwendigerweise eine real existierende Person entsprechen muss (bspw. der „ideale“ Demokrat). Als Normal- oder Durchschnittstypus wird eine Gruppe von Personen bezeichnet, die bezogen auf eine Stichprobe oder Population im mittleren Ausprägungsbereich liegen (bspw. „der Durchschnittskonsument“). Das Gegenteil hierzu stellt der Extremtypus dar, bei dem es um eine Gruppe von Personen mit stark über- oder unterdurchschnittlicher Ausprägung bei bestimmten Merkmalen geht (bspw. hochbegabte Jugendliche). Unter Prototyp wird schließlich in der Regel eine Person bezeichnet, deren Merkmalskombinationen und -ausprägungen auch für andere Personen einer Gruppe gelten bzw. diesen sehr stark ähneln.

## Geschichte der Jugendtypen
Die Typisierung hat in der Jugendforschung eine ausgedehnte Tradition. In der Erziehungswissenschaft (z. B. Spranger, Nohl), der Soziologie (bspw. die Sinus-Milieus) und der Psychologie (bspw. Marcia) finden sich sehr vielfältige Ansätze einer Typisierung von Jugend. Gemeinsam ist den Typisierungen die Eigenschaft, die Varianz zwischen verschiedenen Jugendlichen aufzuzeigen. Zudem eint die Ansätze das Bestreben, die Vielfältigkeit jugendlicher Identitätszustände, Einstellungen und Verhaltensweisen auf eine überschaubare Zahl an Gruppen zu reduzieren. Einige Typisierungen beschränken sich auf die Deskription der einzelnen Gruppen (bspw. Shell-Jugendstudien). Bei anderen Ansätzen steht die Vorhersage jugendlicher Persönlichkeitsmerkmale auf der Basis der gefundenen Typen im Vordergrund.
Die frühesten Jugendtypologien finden sich bei Spranger, der anhand der kulturellen Praktiken Jugendlicher und ihrer Lebensentwürfe verschiedene Typen der männlichen, bürgerlichen Jugend identifiziert. Weitere wichtige Jugendtypologien sind jene, die aus dem Vergleich verschiedener Jugendgenerationen entstanden sind („Die skeptische Generation“; „Die unbefangene Generation“; „Die 68er-Generation“ etc.), mit der Annahme, dass sich Jugendliche in Abhängigkeit ihrer Generationszugehörigkeit unterscheiden.
In den 1970er Jahren wurden Jugendliche dann vermehrt entsprechend ihrer Jugendkulturen in verschiedene Typen unterschieden und Anfang der 1980er Jahre durch die Shell-Jugendstudie von 1981 empirisch erforscht. Hier wurden die Jugendtypen der Punker, Rocker, Popper etc. unterschieden. In der Folge wurde dieser Forschungszweig ausgebaut und vielfältige Etikettierungen unterschiedlicher Jugendtypen vorgenommen.
Ständiger Begleiter in der Jugendforschung waren monothetische Typologien wie jene der Zugehörigkeit zu einem Bildungsniveau (Schulform), dem Geschlecht und seit den 1990er Jahren die Unterscheidung nach Ost und West.

## Inter- und intragenerationale Jugendtypen
Jugendtypen lassen sich anhand verschiedener Dimensionen bilden, was in der Jugendforschung immer wieder vorgenommen wurde. Die erste zentrale Unterscheidung ist die zwischen inter- und intragenerationalen Typisierungen. Während intergenerationale Typologien auf den Vergleich verschiedener Generationen bzw. Kohorten abzielen (s. o.), versuchen intragenerationale Typologien die Unterschiede innerhalb einer Generation zu systematisieren. Im folgenden Abschnitt werden Beispiele für intragenerationale Jugendtypen gegeben.

## Jugendtypen in der Jugendforschung
Geschlecht
Das Geschlecht von Jugendlichen erhält historisch gesehen erst Bedeutung, nachdem die Jugendphase nicht mehr genuin als Phänomen der männlichen, bürgerlichen Jugend angesehen wird. Zwar finden sich bereits zu Beginn des 20. Jahrhunderts Arbeiten zur Pubertät bei Mädchen, die mit jener von Jungen systematisch verglichen wird (z. B. Bühler). Jedoch liegt der Schwerpunkt der Betrachtungen implizit oder explizit auf der männlichen Jugendphase (z. B. Spranger). Im Zuge der Ausweitung von Jugend als Moratorium auf weibliche Jugendliche werden systematische Vergleiche zwischen Mädchen und Jungen zahlreicher.
Insgesamt ist die breite Masse geschlechtsdifferenzierender Forschung jedoch eher atheoretisch geblieben und primär deskriptiver Art. In allen Studien wird methodisch so vorgegangen, dass das biologische Geschlecht von Jugendlichen erfasst und als Faktor für Einstellungen, Werte, Verhaltensweisen und soziale Beziehungen herangezogen wird. Die Befundlage zu geschlechtsspezifischen Differenzen ist umfangreich, weil insbesondere in den Panorama-Studien in der Regel ein Vergleich zwischen Mädchen und Jungen stattfindet. Aber auch kleinere Untersuchungen führen häufig den Vergleich zwischen den Geschlechtern.
Geschlechtervergleiche, wie sie in der Jugendforschung vorgenommen wurden, sind zum Teil starker Kritik ausgesetzt. Diese Kritik reicht von der fehlenden statistischen Absicherung der Befunde bis hin zu der Feststellung, dass Effektstärken eher gering ausfallen. Es handelt sich bei der Variable Geschlecht um eine eindimensionale monothetische Typologie, die nicht empirisch-induktiv, sondern in ihrer Gestalt und Wirkung nur theoretisch-deduktiv abgeleitet werden kann. Es fehlt in der Regel eine theoretische Fundierung für die Wahl des Geschlechts als Merkmal zur Typenkonstruktion, was durch ex post Interpretationen der Befunde überdeckt wird.
Alter
Eine weitere, häufig verwendete Variable zur intragenerationalen Gruppierung stellt das Alter von Jugendlichen dar. Dabei variiert bereits die Vorstellung, was unter Jugendlichen verstanden wird, erheblich. Kleinere Studien wählen aus Gründen der Erreichbarkeit von Probanden in der Regel Jugendliche der siebten bis zehnten Jahrgangsstufen aus. Repräsentative Studien erweitern dieses Alterspektrum auf den Bereich von bis zu 14-29-Jährigen (siehe Shell-Jugendstudien). Innerhalb des erfassten Alterspektrums variieren wiederum die Zuordnungen zu Altersgruppen erheblich. Mal werden 15-19-Jährige den 20-24-Jährigen gegenübergestellt (Jugendwerk, 1981), ein anderes Mal werden die Altersgruppen 15–17, 18–21 und 22–24 unterschieden (Deutsche Shell, 2000). Im Gegensatz zum Geschlecht handelt es sich beim Alter demnach um eine zwischen den Studien äußerst variable Typisierung.
Die Befunde zur Alterstypologie sind gemäß der variierenden Zuordnungen zu Gruppen schwer vergleichbar. Hinzu kommt, dass Befunde aus quer- und längsschnittlich angelegten Studien aus unterschiedlicher Perspektive (inter- vs intraindividuelle Variation) zum Forschungsstand beigetragen haben. Studien, die durch ein Kohorten-Sequenz-Design die Abschätzung von Alters- und Kohorten-Effekten ermöglichen, deuten darauf hin, dass die Differenzen zwischen verschiedenen Alterskohorten nicht bestehen oder marginal ausfallen.
Region (Ost- vs. Westdeutschland)
Im Zuge der deutsch-deutschen Vereinigung entstand, historisch betrachtet, ein regelrechter Boom an Studien, die sich entweder explizit unter dem Label des sozialen Wandels dem Vergleich von Jugend in Ost- und Westdeutschland verschrieben haben, oder aufgrund der Annahme regionaler Differenzen den Ost-West-Vergleich mit aufgenommen haben. Das historische Ereignis von 1989/1990 hat im Vergleich zu anderen regionalen Differenzierungen (etwa Stadt vs. Land oder Nord-Süd-Vergleichen) die Betrachtung von Ost-West-Unterschieden zur dominanten regionalen Typologie werden lassen. Der Zusammenbruch und die Transformation eines politischen Systems in vergleichsweise kurzer Zeit hat dazu geführt, dieses „natürliche Experiment“ als günstige Gelegenheit für die Erforschung des Zusammenhangs gesellschaftlicher Bedingungen und individueller Entwicklung zu nutzen.
Milieu- und Lebensstil-Typen
Insbesondere seit der Shell-Jugendstudie von 1981 haben Lebensstiltypisierungen in der deutschsprachigen Jugendforschung eine erhebliche Konjunktur erfahren. Sie ist im Zuge der Annahme horizontaler Ungleichheiten, die in Konkurrenz zur klassischen sozialen Ungleichheitsforschung steht, entstanden. Es lassen sich historisch zwei wichtige Linien identifizieren. Die ältere Sozialmilieu-Forschung in der Tradition der Chicagoer Schule sowie des Birminghamer Centre for Contemporary Cultural Studies orientiert sich an Konzepten sozialer Ungleichheit und beschäftigt sich im Wesentlichen mit dem Lebensmilieu von Jugendlichen aus der Arbeiterklasse. Die geisteswissenschaftlichen Pädagogik orientiert sich an Vorstellungen klassenspezifischer Jugendbiographien, eine Sichtweise, die in den 1970er Jahren in der kritischen Erziehungswissenschaft eng mit historisch-materialistischen Gesellschaftskonzepten verknüpft wurde.
Die jüngere Richtung der Lebensstilforschung widmet sich verstärkt jugendkulturellen Expressionen und weniger den klassenspezifischen Ausformungen von Jugend. Sie orientiert sich am Konzept der Enttraditionalisierung der Jugendphase und der Auflösung sozialer Milieus, die neue Formen jugendkultureller Lebensstile mit sich bringen und die als Ersatz für das soziale Milieu die Funktion der Sinngebung übernehmen. Es lassen sich drei Subbereiche der Lebensstilforschung unterscheiden: (1.) Forschung zu sozialen Milieus, die eine Zwischenposition zu Sozial-Milieu- und Lebensstil-Forschung einnimmt, indem Merkmale der vertikalen und horizontalen Positionierung von Personen kombiniert werden; (2.) Forschung zu Freizeit-Lebensstilen, bei der explizit jugendkulturelle Ausdrucksformen, wie sie in der Freizeit von Jugendlichen gelebt werden, zur Konstruktion von Typen herangezogen werden; (3.) hat sich eine biographische Variante der Lebensstilforschung herausgebildet. Diese versucht, vor dem Hintergrund der Annahme einer Entstrukturierung der Jugendphase, eine Restrukturierung jugendlicher Biographien anhand subjektiver Biographiekonstruktionen vorzunehmen.
Wertetypen
Historisch betrachtet, werden Wertetypologien im Zuge der Typenkonstruktion von Inglehart prominent. Er unterscheidet Materialisten, Postmaterialisten und Mischtypen. Materialisten betonen Werte der materiellen Sicherheit, der Ordnung, der Leistung und orientieren sich an Autoritäten. Postmaterialisten hingegen legen Wert auf persönliche Entfaltung, Freizeit, Geselligkeit und Streben nach Wohlbefinden. Mischtypen weisen eine in die eine oder andere Richtung tendierende Kombination beider Werte auf.
Obwohl die Mehrheit der Wertetypologien in der Jugendforschung mit mehr als zwei Typen operiert, werden diese Typologien zumeist mit dem Konzept von Inglehart verknüpft. Diese werden methodisch hauptsächlich mittels Cluster-Analysen oder Cut-Off-Verfahren generiert. Qualitative Ansätze finden sich im Bereich der Wertetypologien eher selten.
Persönlichkeitstypen
Während Milieu- und Lebensstiltypologien vornehmlich in der soziologisch orientierten Jugendforschung Anwendung finden, stellen Persönlichkeitstypologien eine Domäne der Psychologie, genauer der personenzentrierten psychologischen Forschung dar. Dieser Zweig orientiert sich, im Gegensatz zur variablenzentrierten Forschung, an spezifischen Merkmalskombinationen von Personen, die zur Zuordnung von Personen zu Persönlichkeitstypen führen.
Historische Vorläufer sind die Archetypen von C.G. Jung und die Persönlichkeitstypen von Wilhelm Wundt sowie in den 1960er Jahren die Typologie von Eysenck. Letztere Forschungstradition hat Dimensionen wie Flexibilität und Emotionalität sowie Introversion-Extraversion und Emotionalität-Stabilität zur Grundlage genommen, um aus deren orthogonaler Kombination jeweils vier Persönlichkeitstypen ableiten zu können. Diese Tradition hat in der Jugendforschung keine maßgebliche Rolle gespielt. Eine andere Richtung stammt aus der psychoanalytisch geprägten Entwicklungspsychologie Eriksons. Marcia hat aus der für die Jugendphase charakteristischen Identitätskrise (Ich-Identität vs. Identitätsdiffusion) vier Identitätstypen abgeleitet, die einen nachhaltigen Einfluss auf die Jugendforschung ausgeübt haben. Schließlich hat sich seit den 1990er Jahren eine neue Perspektive auf Persönlichkeitstypen entwickelt, die auf die Arbeiten von Allport sowie Block und Block zurückgehen und das Ausmaß der Adjustierung von Person und Umwelt als Ausgangspunkt zur Typisierung wählen. Resilienz und Selbstkontrolle stellen die zwei zentralen Dimensionen des Merkmalsraums dar, innerhalb dessen drei Typen identifiziert werden.

## Die Theorie der Jugendtypen
In einem jüngeren Ansatz skizziert Reinders die Theorie der Jugendtypen. Sie besagt, dass Jugendliche entlang der Dimensionen der Zukunfts- und Gegenwartsorientierung (die das Subjekt aktiv handelnd im Umgang mit der Umwelt gewinnt) zu Typen zusammengefasst werden können. Aus der Kombination dieser beiden Zeitorientierungen ergeben sich nach Reinders (2006) vier Typen:
Typologie jugendlicher Entwicklungswege:
Assimilation: Jugendliche dieses Typs weisen eine hohe Zukunfts- und eine geringe Gegenwartsorientierung auf. Dieses liegt darin begründet, dass sie Eltern eine über- und Peers eine unterdurchschnittliche Relevanz zuschreiben. Diese Jugendlichen nehmen Standards mit Zielcharakter stärker als mit Impulscharakter wahr und bewerten Erstere positiv. Ferner haben diese Jugendlichen die Erwartung, ihre Ziele auch erreichen zu können und orientieren ihr Handeln an der Bewältigung von Entwicklungsaufgaben, deren Ziel die Transition (normativer Übergang) in den Erwachsenenstatus ist. Assimilativ orientierte Jugendliche werden überdurchschnittlich schnell in den Erwachsenenstatus überwechseln.
Segregation: Segregativ orientierte Jugendliche weisen aufgrund der höheren Relevanz von Peers gegenüber Eltern eine überdurchschnittliche Gegenwarts- und unterdurchschnittliche Zukunftsorientierung auf. Sie nehmen stärker Standards mit Impulscharakter wahr, bewerten diese positiv und sehen sie als erreichbar an. Standards mit dem Ziel der Transition in den Erwachsenenstatus werden aufgrund der geringen Zukunftsorientierung negativ bewertet und als nicht erreichbar eingeschätzt. Das Handeln ist auf eine Freizeit-Orientierung ausgerichtet und der Outcome (Ergebnis) dieser Handlungen ist der überdurchschnittlich längere Verbleib in der Jugendphase.
Integration: Jugendliche aus der Gruppe der Integrierten sprechen Eltern und Peers eine gleichermaßen große Relevanz zu und weisen deshalb auch eine vergleichbar hohe Zukunfts- und Gegenwartsorientierung auf. Dieser Typus nimmt Standards mit dem Ziel der Transition in den Erwachsenenstatus und solche mit Impulscharakter wahr und bewertet beide Varianten positiv. Sie bilden die Erwartung, auch beide Sets an Standards erreichen zu können. Dies führt auf der Handlungsebene zu Konflikten zwischen zielorientierten Handlungen, die der Bewältigung von Entwicklungsaufgaben dienen und Freizeit-Handlungen, die sich in sozialräumlichen Aktivitäten mit Freunden manifestieren. Diese Handlungskonflikte führen dazu, dass der Outcome sowohl im Bereich Übergang in den Erwachsenenstatus als auch im Bereich des Verbleibs in der Jugendphase unterdurchschnittlich ausfällt.
Diffusion: Bei diesem Typ besteht weder eine ausgeprägte Zukunfts- noch Gegenwartsorientierung. Dies hat seine Ursache darin, dass weder Peers noch Eltern eine besondere Relevanz besitzen und führt dazu. Ziele werden als kaum realisierbar angesehen, so dass Handlungen weder auf die Bewältigung von Entwicklungsaufgaben noch auf Freizeit-Aktivitäten ausgerichtet sind. Dementsprechend wird der Handlungsoutcome in beiden Bereichen unterdurchschnittlich ausfallen.
Diese Typologie erlaubt es zu erklären, ob Jugendliche schnell erwachsen werden wollen (Assimilation, Integration) oder ob gleichzeitig die Möglichkeiten der Jugendphase möglichst intensiv genutzt werden (Integration, Segregation). Ferner erlaubt die Typologie Vorhersagen darüber, ob und mit welchem Eifer Jugendliche Ziele in ferner Zukunft verfolgen werden und ob sie sich eher an Eltern oder Freunden in ihren Werten orientieren.

## Galerie

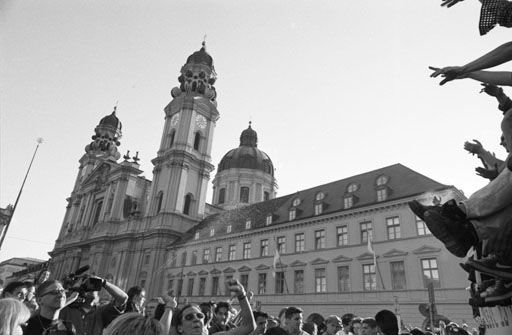
Raver
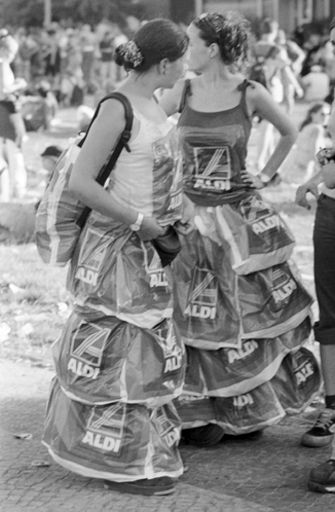
Konsumkritiker
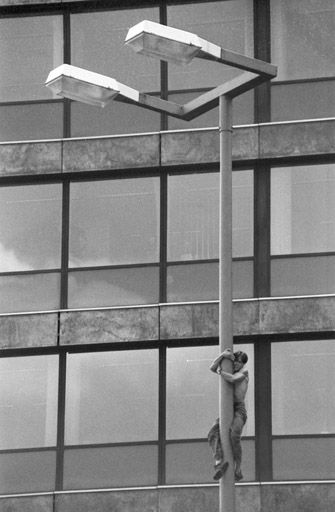
Urban Climber
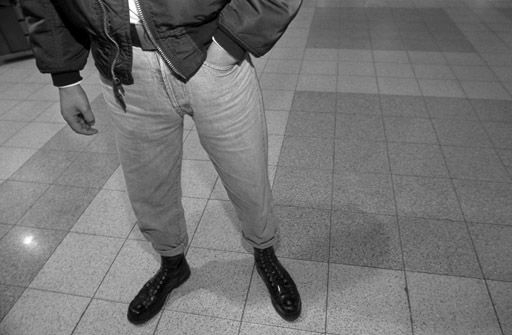
Skinhead

Vertreter unterschiedlichster jugendkultureller Gruppen

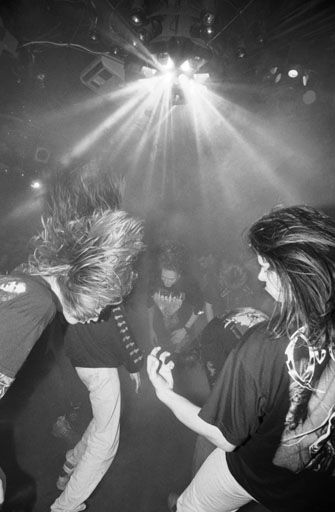
Heavy Metaller
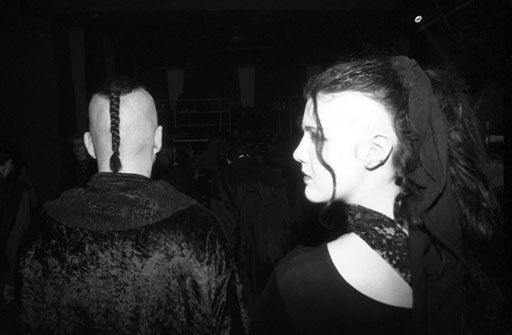
Dark Waver
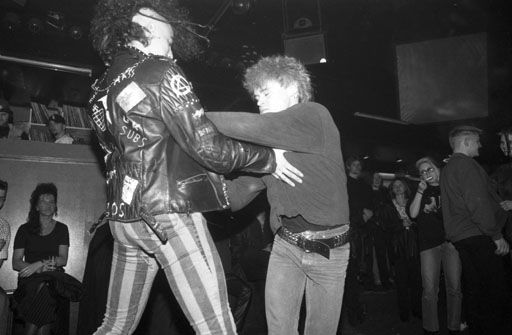
Punker
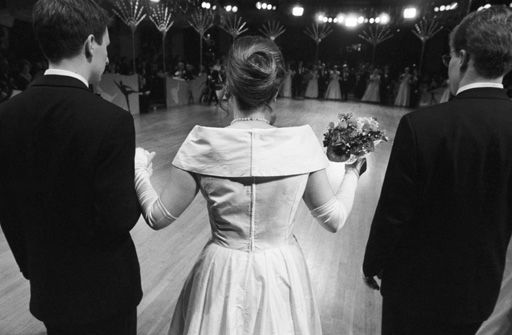
Debütanten

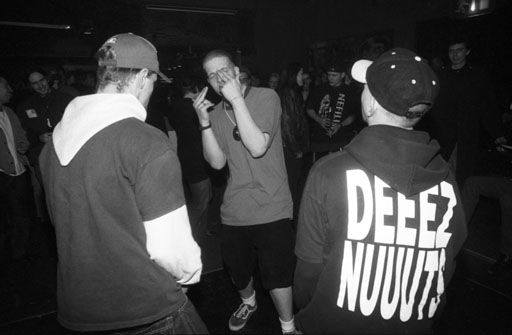
Hip-Hopper
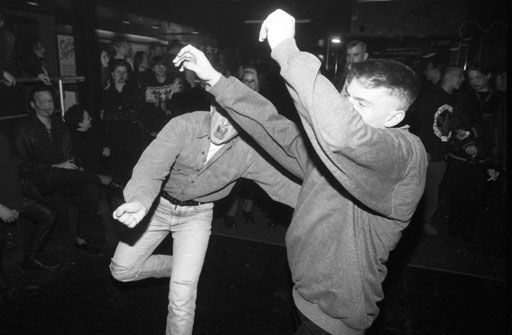
Rockabillys
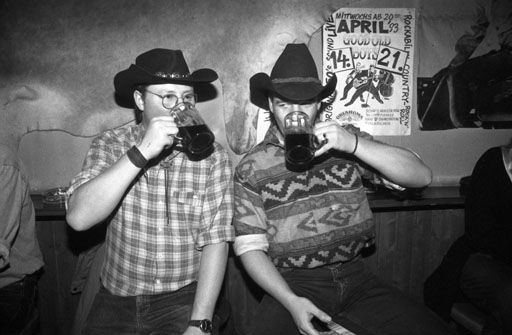
Country
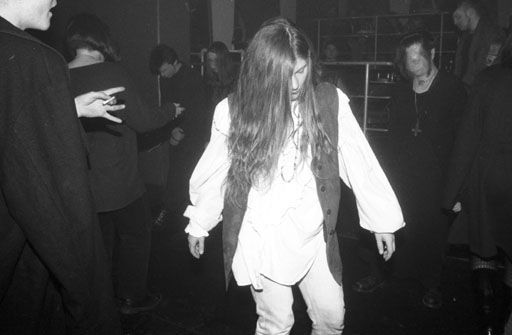
Folk

- Raver
- Konsumkritiker
- Urban Climber
- Skinhead